# 1-butyn
But-1-yn (též 1-butyn, ethylethyn či ethylacetylen) je uhlovodík ze třídy alkynů se vzorcem C4H6. Je izomerem 2-butynu (dimethylacetylenu). Za běžných podmínek se jedná o bezbarvý, extrémně hořlavý a velmi reaktivní plyn. Používá se v organické syntéze.